# Церковь Святого Полиевкта

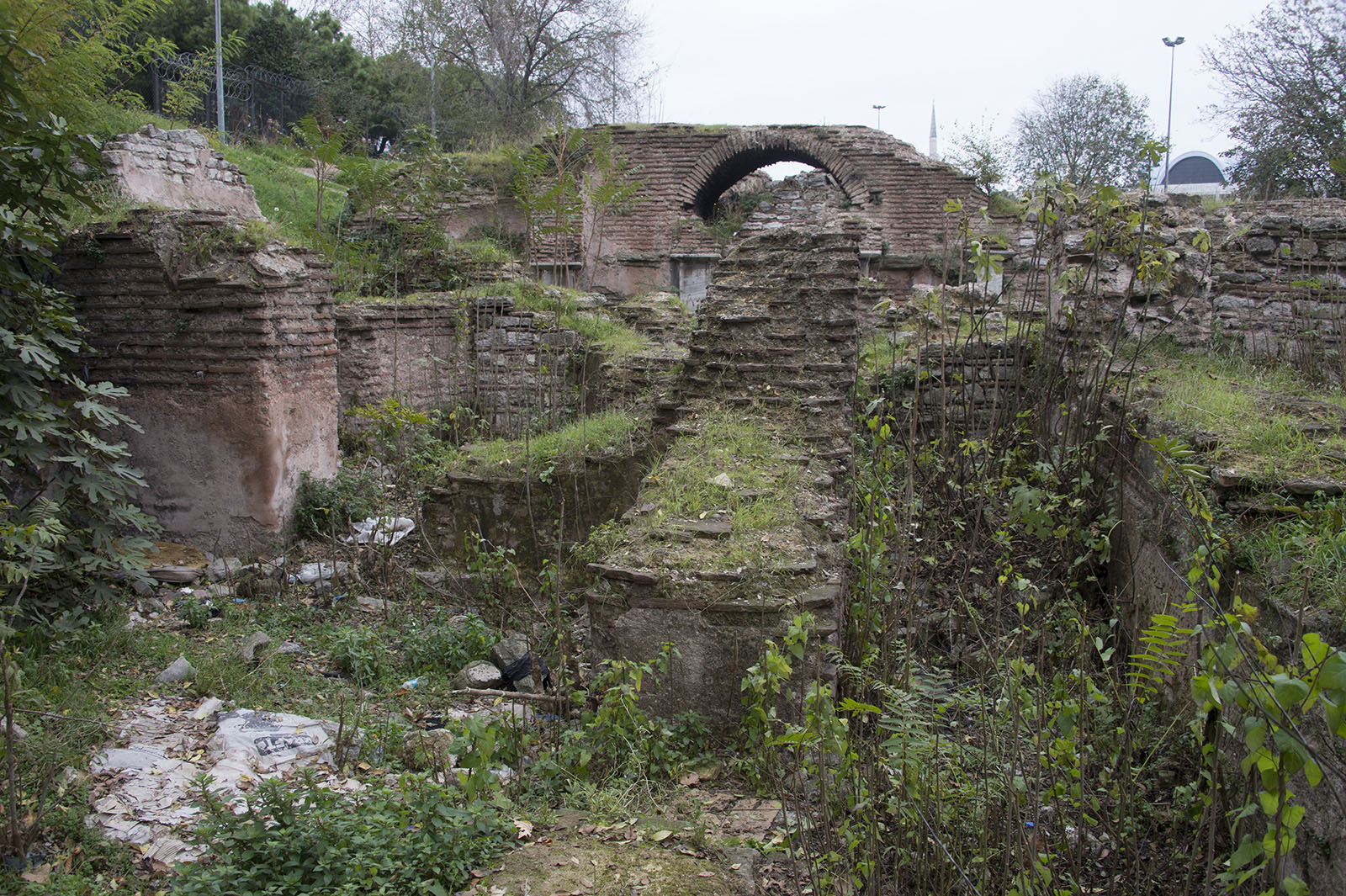
Развалины церкви

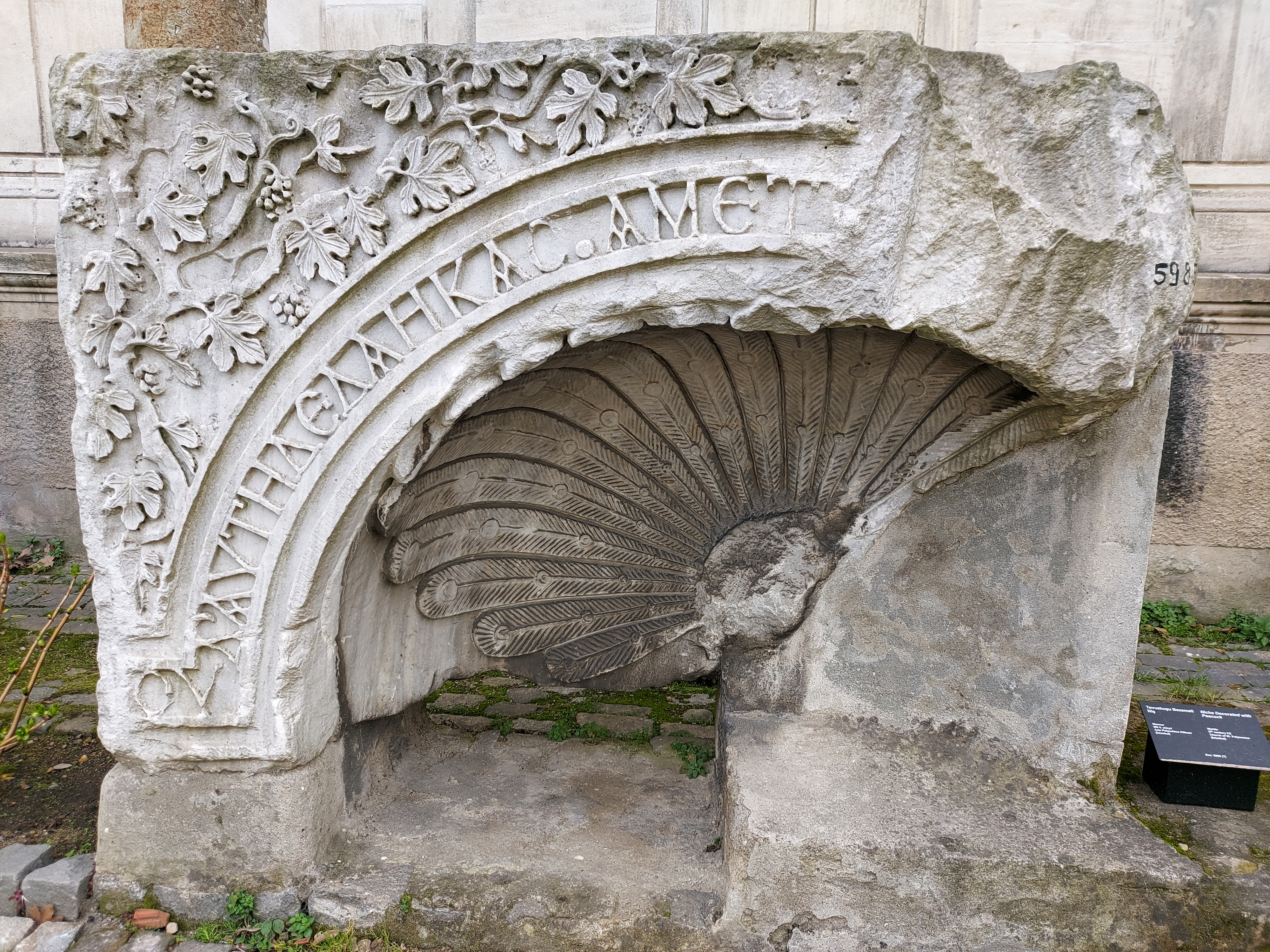
Фрагмент антаблемента церкви Полиевкта, содержащий начало 31-й строки эпиграммы, посвященной основанию церкви. Обнаружен во время раскопок 1960 года. Находится в экспозиции Археологического музея Стамбула

Це́рковь Свято́го Полие́вкта (греч. Ἅγιος Πολύευκτος, тур. Ayios Polieuktos Kilisesi) — древная византийская церковь в Константинополе, возведённая в 524—527 годы Аникией Юлианой и посвящённая святому Полиевкту. Храм представлял собой купольную базилику, которая была самым большим и роскошным храмом Константинополя до возведения императором Юстинианом I собора Святой Софии и храма Святой Ирины.
Церковь была заказана Аникией Юлианой, потомком нескольких западных императоров, и построена во время правления Юстина I (годы правления 518—527). Она должна была заменить более раннюю церковь, построенную Евдокией, женой Феодосия II и прабабушкой Юлианы, где хранился череп святого Полиевкта. Новая церковь считалась самой большой в Константинополе до постройки Святой Софии племянником и наследником Юстина, Юстинианом I. Григорий Турский рассказывает, что вскоре после своего вступления на престол Юстиниан призвал престарелую Юлиану внести часть своего большого состояния в государственную казну. Она тянула время, а затем по её приказу принадлежавшее ей золото было перелито в пластины, которыми украсили внутреннюю часть крыши недавно построенной церкви Святого Полиевкта, тем самым уберегая его от алчности императора.
Большая часть информации о первоначальном облике церкви получена из эпиграммы в честь Юлианы и её семьи, которая была начертана в различных частях церкви. В эпиграмме утверждается, что церковь была построена как копия древнего иудейского Храма с точными пропорциями, указанными в Библии для Храма Соломона. Внутри было два этажа с колоннадами и галереями. Внутреннее убранство было необычайно богатым: стены были отделаны мрамором, крыша была позолочена, а в притворе было изображено крещение Константина Великого. Широкое использование сасанидских декоративных элементов, возможно, положило начало новому архитектурному типу купольной базилики, усовершенствованному в более позднем соборе Святой Софии.
Церковь просуществовала до XI века, когда была заброшена. В 1204 году храм подвергся разграблению крестоносцами. Венецианцы не только забрали колонны для Сан-Марко («Столпы Акко»), но и занялись их распродажей: одна найдена в Аквилее, другие — в Вене и Барселоне. Место церкви в османский период постепенно было занято домами и мечетью. В 1940 году они были снесены, а в 1960 году во время строительства перекрёстка дорог Șehzadebași Caddesi и Atatürk Bulvari начались раскопки. Были обнаружены кирпичные своды и части скульптуры из проконнесского мрамора, в том числе фрагменты монументальной эпиграммы, украшающей церковь.